# 日本色情作品

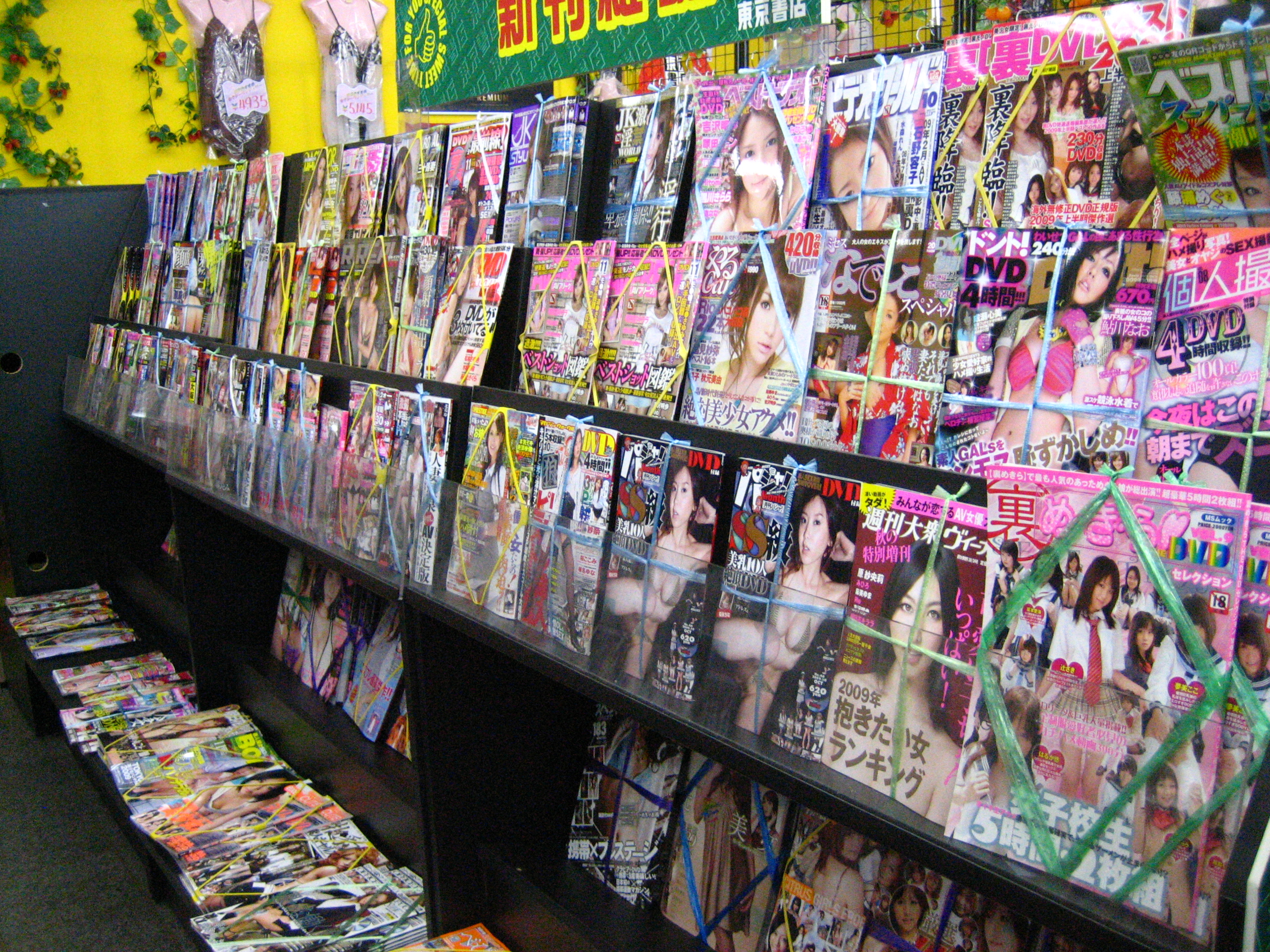
排放在日本商店货架上的成人雜誌（2009年）

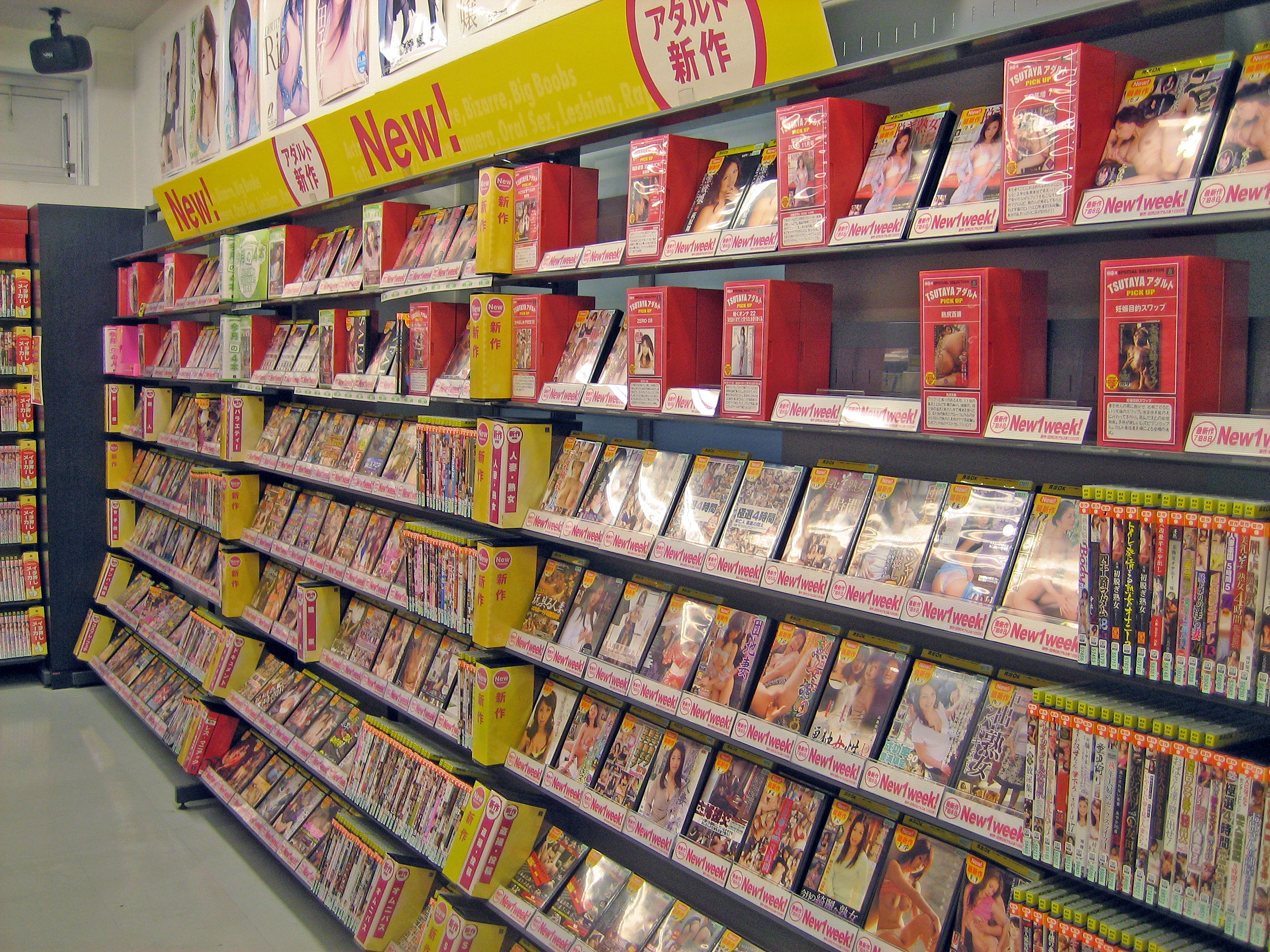
能夠在日本光碟租賃店租借的成人電影（2008年）

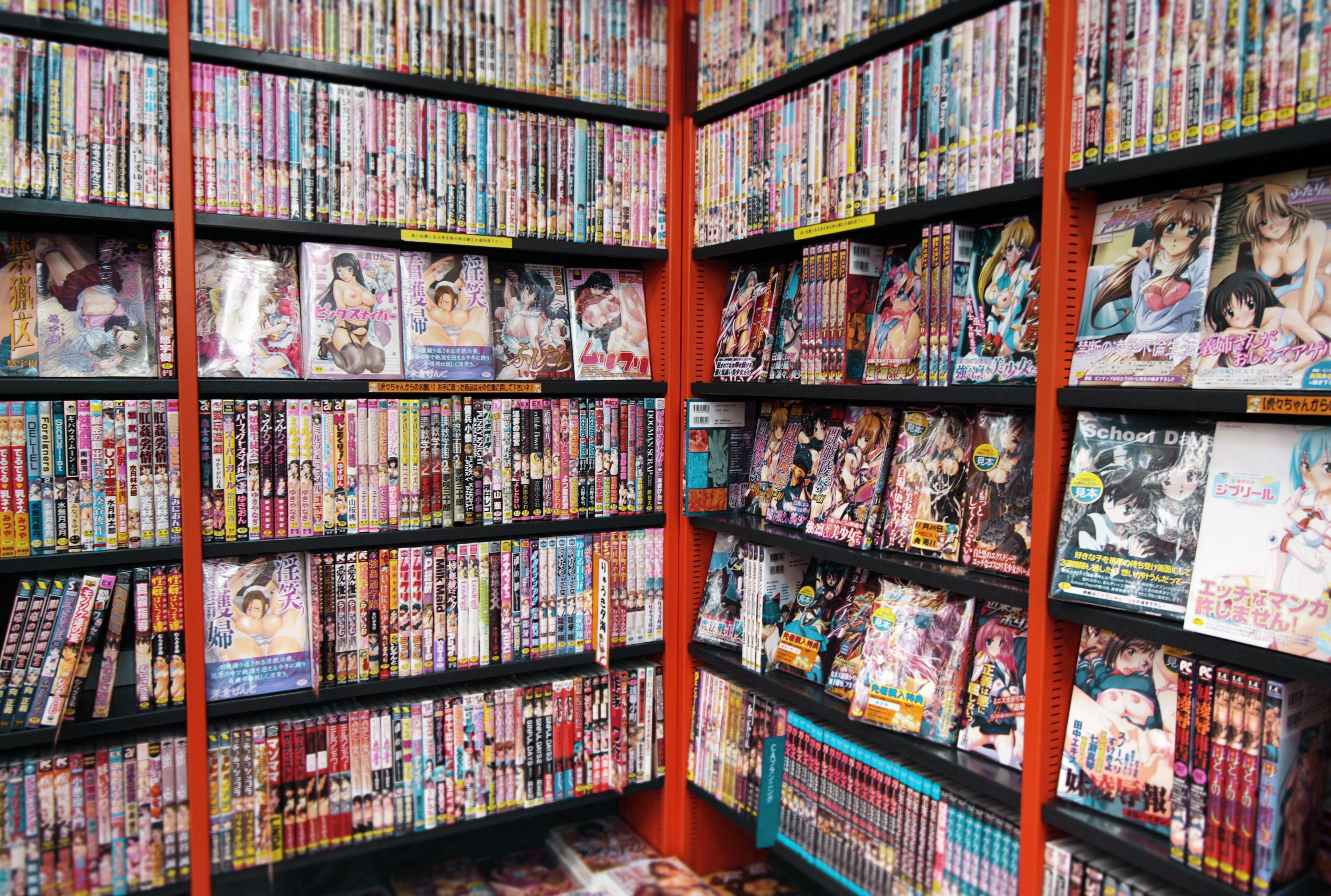
於日本當地販賣的色情漫畫

日本色情作品擁有跟歐美色情作品明顯不同的特徵。它們反映了日本的性態度和文化，並包含許多不同的體裁——從異性性行為到同性性行為、從順性別到跨性別、從典型性行為到性偏離表現。
日本的色情作品從20世紀前的木版畫和情色文學開始，一直演變至今，過程中衍生出不同的子類型。除了由真人拍攝的成人影片和成人雜誌，當地亦會生產和發行成人漫画、遊戲、动画。
日本法律禁止所有合法生產的色情作品毫無掩藏地出現性器官；在1990年代之前則會連帶陰毛一同視為審查對象。肛門則只需在接觸或跟外物接合時進行有關審查。此類審查同樣適用於變態類型的漫畫、動畫、遊戲。為了規避此類審查（以及迎合特定的癖好），製作方會在作品中加入歐美色情作品很少會用到的元素，比如集體顔射、飲精、漏尿、触手攻击。不論日本國內外，蘿莉和正太類型的作品皆有着不少爭議，其主要涉及到公德、兒童保護、言論自由、作品的實際影響等範疇的爭議。

## 歷史

### 20世紀之前
在20世紀之前，日本人便已創作出各種各樣的春畫和色情木版畫。絕大多數的春畫仍是標榜提供給新婚夫婦針對性愛一事作為參考使用，或者是協助閱讀者自慰使用。此外在江戶時代，人們也常常將春畫作為結婚賀品贈送給新婚夫婦，以在兩人度蜜月時得以作為參考使用。
但到了明治維新（1868年）以後，日本政府嘗試將自己的文化加以現代化發展，因此這些裸體畫便被視為妨礙民眾道德進展的原因所在，爾後春畫的販賣便被日本政府列為違法事項。然而儘管法令已明確禁止春畫的販售，然而在民間仍會私底下進行交易行為，而春畫的出現也的確對現代日本色情產品在視覺呈現以及主題方面帶來了一定的影響。

### 20世紀
在大正晚期到昭和早期期間，日本掀起了「色情荒誕無聊」風格的藝術風潮——這種風潮在很大程度上受到了歐洲頹廢作品的影響。當時政府雖容許人們在小說和漫畫等媒介上進行性描寫，但對電影和照片卻嚴加規管。二戰後，《日本刑法》第175條〈猥褻物頒佈等罪〉為唯一一條仍然有效的審查相關法規。
在《花花公子》等雜誌的影響之下，色情雜誌如雨後春筍般湧現。由於《花花公子》 以美國社會為其主要內容、模特兒大多並非亞裔，故在當地很快就演變成被稱為「洋物」的色情作品子類型。
1960年代初期，很多小型電影製作商開始製作粉紅色電影。由於當地法律除了禁止作品毫無掩藏地出現性器官外，就沒有其他限制。故此該些電影很快便涵蓋各式各樣的體裁，包括强姦和捆绑。在整個60年代間，大多粉紅色電影皆由像若松孝二般的低預算獨立製作者所製作。1971年，日活這間大厂開始涉足粉紅色電影。
自1971年開始，日本市面亦出現了像《薔薇族》般的同志雜誌。該些雜誌擁有为特定癖好者而設的傾向，比如以青年作主打內容的《Badi》、以肥胖男性作主打的《Samson》、以肌肉男作主打的《G-men》。

#### 1980年代
在1980年代，由於錄影機開始普及，大部分日本家庭皆至少有兩台電視機和錄影機:78-79，故俗稱AV（adult video的縮寫）的色情影片開始盛行。甚有傳言指在當地VHS較Betamax受歡迎的原因就在於大部分AV皆以VHS形式发行，不過此一說法未曾得到證實。少數AV以鐳射影碟的形式發行。日本人有時會把在个人电脑玩遊戲的人當成美少女遊戲玩家，因為他們認為玩電子遊戲就應拿着部電子遊戲機，而電腦則不是一個好的選擇。
自1980年代開始，越來越多人投入成人同人誌的創作，並陸續在各個同人誌即賣會進行發表與販售，在這之中又以位在東京國際展示場所舉辦的Comic Market規模最大。基本上同人誌的正式且大量商業出版是被列為違法的，不過事實上絕大多數的版權持有者大多會容許同人作品的存在，而同人誌創作者也往往只會進行小量的印刷販賣。不少人靠着同人誌步入ACG業界。Yaoi主題亦始於同人界。

#### 1990年代
英国政府儿童互联网安全政策顾问约翰·卡尔（John Carr）指出，1990年代後期於互聯網上流傳的兒童色情照片有2/3來自日本。他进一步评论说：「我们认为，任何形式的儿童色情制品都在宣扬『性虐待儿童是可以接受』的价值观和訊息。它帮助恋童者为他们的想法或行为辩护，并使整个社会变得麻木不仁」。自1999年《兒童買春、兒童色情關係行為等處罰及兒童保護等相關法律》生效以來，上述數字據信已降至2%以下。國際終止童妓組織认为，许多儿童色情制品制作者乾脆轉行做動畫，或製作由成人裝成兒童的電影。

### 21世紀
日本部分女性在簽署模特合約時被騙，最後遭人強迫出演色情作品。故此有聲音認為需要強化對業界的監管。
日本AV人權協會於2017年推出了一項新指引，當中寫到出演AV的女性有權在5年內禁止有關作品於市面銷售。

## 法律與動向

### 審查
《日本刑法》第175條規定，當地任何人等發佈或銷售猥褻物，即屬違法。干犯者需繳付罰款和監禁。《日本刑法》在1907年發佈時，便已包含第175條，接著多年來條文內容並沒有太大變化。毫無掩藏地展露陰毛和成人性器官曾一度認定為猥褻，在1990年代中期之後有關陰毛的限制經已放寛:70-71。當地的色情作品若有性器官出現，便需為之打上馬賽克。很多成人影片製作商隸都加入了某種類型的倫理團體，負責此一工作的組織會為內容適合與否提供一套準則——有關組織的例子包括日本视讯伦理协会、计算机软件伦理机构、软件内容协会:286-287。

### 宗教與色情作品
日本本土宗教神道教為相信「萬物有靈」的泛靈論宗教。神道教的神祗並不是道德或完美的模範對象，反之祂們存在於自然萬物。因此從當地宗教的角度而言，性是生命與生俱來的一部分。此一宗教态度使得當地對於色情作品相對較寬容。

### 兒童色情製品
自2014年6月起，在當地持有由真人出演的兒童色情製品即屬違法。在日本提供兒童色情製品予他人，或公然展示上述製品則在1999年以來屬違法。不过此一法律的取缔对象以兒童色情製品為主，由兒童出演的非裸情色作品（年少偶像相關產品），或蘿莉控類型的色情動漫則沒有受到很嚴格的規管，繼續在當地合法出售。
2008年6月，自民黨及公明黨在眾議院提出了修訂議案，把單純持有兒童色情製品定為非法。同年6月，自民黨及公明黨在众议院提出了修訂議案，把單純持有兒童色情製品定為非法，但民主黨在2009年提出了不同版本的草案，最後兩個草案皆因眾議院解散而要廢止。在2009年8月的眾議院大選期間，候選人以書信形式回答了民間組織的質問，結果顯示他們對於這項議題的取態沒有一個廣泛的共識。2014年6月，日本國會通過了此法的修訂草案，正式禁止持有兒童色情製品。

### 性侵犯
米尔顿·戴蒙德和內田絢子於1999年假定，日本色情作品的興盛減少了當地的暴力事件。
利益團體「Human Rights Now」在2016年報稱，一些女性被迫出演色情電影。该团体呼吁當局盡快制定監管製作商的法律，並為任何遭受虐待的演出者提供協助。

## 部分題材
日本色情作品會出現的部分題材如下：
- 蘿莉：在日本這一詞語專門指未成年少女，這之中包括有青春期前或者是青春期之後的少女[33][34]；而迷戀這類型作品的人，則通常會被稱為「蘿莉控」[35][36]。蘿莉也可以是指一種日本漫畫或者動畫的類型，而這類型的作品會被愛好者稱作「蘿莉控漫畫」或「蘿莉控動畫」。蘿莉這種強調稚氣的女性角色風格，除了常在一般的少女漫畫之中出現，在許多色情動漫產品之中也會有這一類型的角色存在，而這類型的變態漫畫或動畫產品便主要是描寫主角與這些女孩發生性關係[37][38]。
- 正太：正太類型的變態作品主要是以年輕男孩的性愛場景為主，不過和其他類型的變態作品相比在情色內容上通常較為婉轉，同時也較為強調故事情節的成分[39]。今日正太控作品與蘿莉控作品一樣，多強調角色其年輕、可愛以及萌感等特點，藉次來讓讀者有想要認識並保護他的情感。大多數的正太類型作品多發表於非正式官方的同人誌上，另外也有一部分則是刊載在專門的漫畫雜誌之上，例如《少年浪漫》、《少年嗜好》以及《少年愛的美學》等等雜誌上[40][41][42]。
- Yaoi：以成年男子的男同性戀關係為主軸的作品。通常會分別有一名扮演較為主動的「攻」，另一名則扮演較為被動的「受」。如此安排的一部份原因在於漫畫家（漫画家）多是將其作品目標客戶群放在本身是異性戀的少女以及婦女族群[43][44]。
- 薔薇：比較強調漫畫之中有關同性戀性愛的場景的作品。在這類型的作品之中往往將故事中的男性畫成十分陽剛，例如壯碩的肌肉、濃密的胸毛或者是些許的鬍鬚[45]。其不同於為了創作者的興趣、或者是迎合女性粉絲的喜好所製作的BL作品[46]——它們在一開始創作時便多是以男同性戀者視為主要客戶群[47][48][49]。
- 百合：以女性角色之間的同性戀故事為主軸的作品[50][51]。雖然早期百合作品主要是以女性為主要目標客戶族群，因此這類作品常會被歸類為少女漫畫或者是女性漫畫。但到了今日，許多百合作品已經將其故事劇情以及畫面呈現走向男性讀者所喜愛的風格，甚至有些少年漫畫的角色中也會融入這一元素[52]。
- 女性向：專門為女性觀眾打造的色情作品，它們很多都會出現滿足女性觀眾需要的「情色男子」[53][54]。

## 類型

### 同人誌
廣義的同人誌主要是指那些個人出版的創作品，因此也包括有雜誌、漫畫、小說甚至是遊戲等等。而在日本，有些作為業餘創作的同人誌其程度與專業的漫畫家所畫出的作品不相上下，因此這些創作者往往會把同人誌的出版視為一種工作看待。不過不論是專業的同人創作者、或者是業餘的愛好者所自行繪製，絕大多數的同人誌在內容上都會添加情色內容。許多十八禁同人誌的故事背景都來自原有作品的角色設定、或者是電視動畫以及漫畫的劇情延伸，例如以《美少女戰士》、《萬有引力》與《R.O.D》等漫畫為基礎創作的同人誌。

### 動畫
今日色情動畫主要是以推出適合家庭或個人觀看的OVA，而儲存媒體包括有VHS、DVD以及藍光光碟等，著名的動畫工作室包括有GREEN BUNNY（グリーンバニー）、a1c（エイ・ワン・シー）、Pink Pineapple（ピンクパイナップル）、Milky（ミルキーレーベル）以及MS PICTURES（ミルキーズピクチャーズ）等。與一開始便以獲得較大利潤為目的而製作的商業動畫相比，變態動畫往往只要求能夠收回製作時的成本。

### 成人遊戲
日本每年以個人電腦為主要運作平台所開發出來的電子遊戲內，絕大部份都含有色情要素。這些遊戲在人物的呈現上多以動畫風格為主，而玩法方面也與美少女遊戲極為類似，但不同於美少女遊戲的一點便在於遊戲中多了情色的成分。今日許多日本變態遊戲主要是以插畫圖片或者是仿真人CG呈現，而不是使用更加寫實的照片或影片表示，如此一來也減少了動畫製作公司在將遊戲改編成動畫時的困難度。而第一個改編成動畫的成人遊戲，則是1989年所推出的《龍騎士》（ドラゴンナイト），這款遊戲於1991年10月時推出了同名的OVA動畫版本。而到了今日，也有許多成人遊戲也陸續推出同系列的變態動畫，例如《黑魔術學園》、《魔界天使加百列》（魔界天使ジブリール）、《Words Worth》（ワーズ・ワース）與《DISCIPLINE～The record of a Crusade～》等等便有推出相關的動畫作品。雖然與過去的成人遊戲相比，今日的變態遊戲在技術層面上有所提升，不過遊戲進行基本上仍是以以對話框的出現方式進行，而到了一些特殊劇情發展時便會加入變態情節的畫面。

### 互聯網
互聯網上能夠找到不少的同人小說，它們會對虛擬角色或真實人物進行性描寫。同人作家通常会利用互联网来推销自己的产品，比如在上面提供新作品的预览，然後提供購買方法予買家購入完整版。他们还在网上招募新的作家和畫家。此外亦有许多同人作品於網上免費提供。

### 雜誌
部分日本雜誌以色情內容為主題。含有色情漫画或图片的雜誌受到一定管制，並設有販賣年齡限制。日本很多地方规定，色情杂志在成人书店以外的地方販售时必须密封。不過以裸体为主题的非色情類杂志亦不少见。很多雜誌包含像西方三版女郎般的裸照——被攝者只要於圖片上沒露出性器官或進行性行為，有關雜誌就能在日本公開發售。

### 漫畫
在日本社會中，每個月會有極大量的色情漫畫雜誌相繼出版發售，而這之中涵蓋了各種變態主題的漫畫作品。根據2009年的統計，出版這些漫畫雜誌的主要出版社有Core Magazine（コアマガジン）、茜新社、TI Net、[久保書店及Kill Time Communication（キルタイムコミュニケーション）等，不過也有一些公司發展到今日也面臨倒閉的情況，例如2007年桃園書房和司書房紛紛宣布破產；也有像松文館這類原先發表數本情色漫畫的廠商，於2000年代初期時開始將其業務發展至其他方向。
除了以男性為既定客戶群的成人漫畫外，也有另一種以女性為主的變態漫畫類型紛紛進入市場銷售，這也就是所謂的女性漫畫。

### 成人影片
「成人影片」（Adult Video，縮寫AV）為日本獨創的稱呼，歐美國家一般稱這類型的物品為色情電影或色情製品。而「成人影片」一詞所指的一般是日本的色情影片:15。此類作品可大體分為單體和企劃兩類。單體作主要以聚焦於一名較有名氣的演員，故事性不強；而企劃作則以故事性及體裁的多元性作賣點:57-58，演員的名氣一般較出演單體作的為低:102-103。較為著名的AV製作商有宇宙企劃、九鬼、H.m.p、日本家庭录像公司、Atlas21等等:26。

### 寫真作品
部分寫真作品以「非裸情色」為主題。它們屬軟調色情的一種。它們以身穿衣服的方式來表達情色性，當中一般不包含裸體或直接露出性器官。此類作品可由成年人:20或未成年人出演。後者的情況稱為年少偶像。
按照其定義，即使作品演出者穿的是露出度很高的泳衣，擺出十分具挑逗性的姿勢，只要沒直接露出性器官，那麼亦能算作非裸情色。演出者在作品當中會進行各種帶情色意味的行為，比如把正在溶掉的香草雪糕舔掉（當中一些會滴在胸前）、擺出M字腿、穿着丁字褲等曝露衣服、漏尿、绑缚。

### 音頻
「催眠音聲」是指試圖用聲音來使使用者進入催眠狀態，然後用關鍵字或其他帶情色意味的聲音來讓之自慰的作品。此類作品可大致分為「導入、本編、解除」三個部分。即使是男性向作品，部分作品亦會把視聽者當作故事中的女主角（女體化）看待，此外亦有不少類型的體裁，比如SM、姊妹、觸手。催眠音聲主要透過像FANZA、DLsite般的網上平台發表，不過仍有在Comic Market上出售的例子。

## 關連項目
- 日本性服务业
- AV監督
- 女性色情片演員
- 男性色情片演員
- GV男優
- 色情片製作公司

## 延伸閱讀
- Berry, Paul. . Archives of Asian Art (Brepols, for the Asian Society). 2004, 54: 7–22. ISSN 0066-6637. JSTOR 20111313. OCLC 486236671. doi:10.1484/aaa.2004.0002.
- Constantine, Peter. . Tokyo: Yen Books. 1993. ISBN 978-4-900737-00-6.
- Ferrari, Paige. . Details. 2015  [2015-04-17]. （原始内容存档于2015-09-28）.
- Fornander, Kjell. . Tokyo Journal. 1992, (130)  [2012-08-05]. （原始内容存档于2012-12-17）. .
- James. . Japan Probe. 2006-01-31  [2012-08-05]. （原始内容存档于2006-05-15）.
- Weisser, Thomas; Mihara Weisser, Yuko. . Miami: Vital Books. 1998. ISBN 978-1-889288-52-9.